# .design
.design은 최상위 도메인의 이름이다. ICANN의 새로운 일반 최상위 도메인(gTLD) 프로그램에 공개되었으며 2015년 5월 12일 일반에 공개되었다. 탑 레벨 디자인(TLD)은 이 문자의 도메인 네임 등록 기관이다.

## 역사
2014년 9월, 포틀랜드에서 탑 레벨 디자인 (TLD)이 개인 경매에서 여섯 명의 다른 지원자들을 물리친 후에 최상위 도메인인 .design을 운영할 권한을 얻었다. 탑 레벨 디자인의 CEO인 레이 킹에 따르면, 경매에서 이긴 것은 매우 중요했으며 그 이름이 증명된 회사의 최우선 순위 중 하나였다. 그는 Domain Name Wire에게 "설계가 필요한 모든 것들을 생각해 보세요. 디자인은 문화의 모든 측면에 스며듭니다."라고 말했다. 일반 대중들은 .design 도메인 등록을 2015년 5월 12일부터 할 수 있게 되었다. The Domains에 따르면 5,200개 이상의 .design 도메인이 일반 이용 가능 첫날 등록되었다고 한다.
센트럴닉은 독점 배포 계약을 통해 백엔드 서비스를 제공하고 .design 도메인 이름에서 글로벌 수익을 공유한다. 센트럴닉의 CEO인 벤 크로퍼드는 최상위 도메인에 대해 "그것은 인상적인 상업적 잠재력을 가지고 있으며, 다른 많은 그룹들 중에서도 새로운 인터넷 개발 분야의 최고 정보 전문가인 웹 사이트 디자이너에게 제공되기 때문에 다른 많은 최상위 도메인보다 더 빨리 채택될 것"이라고 말했다.
.design 출시를 앞두고 레이 킹은 일반 최상위 도메인에 대해 다음과 같이 말했다.:
디자인은 항상 사람, 회사, 제품이 자신을 표현하는 방식에 기본이 되어 왔고, 애플 혁명의 정밀함 이후 디자인은 단순히 제품이나 서비스가 어떻게 보이는 것 이상의 것이 아니라, 한 사람의 메시지를 전달하는 근본적인 전달자가 되는 것에 대한 의식적인 포옹이 있어왔습니다. 그 밖에도, 디자인은 넓은 용어이지만 .web이나 .online처럼 일반적이지 않다는 점에서, 제가 '수평-수직'이라고 부르는 것입니다. 그것은 그래픽 디자인, 인테리어 디자인, 조명 디자인, 웹 디자인, 패션 디자인 등과 같은 많은 명확한 수직 시장을 다루고 있습니다. 이들은 모두 생존이 앞서고 미래 트렌드를 정의하는 것에 달려 있는 별개의 시장입니다 - .design은 바로 그 역할을 합니다.

## 같이 보기
- 인터넷 최상위 도메인 목록
- .wiki: 탑 레벨 디자인에 의해 운영되는 또다른 최상위 도메인